# Schörfling am Attersee
Schörfling am Attersee je městys v rakouské spolkové zemi Horní Rakousy, v okrese Vöcklabruck. Leží na břehu Atterského jezera.
K 1. lednu 2014 zde žilo 3 247 obyvatel.